# Cimetière du Château
O Cimetière du Château é um cemitério em Nice, França.

## Sepultamentos notáveis
- Freda Betti (1924–1979), cantora de ópera
- Louis Feuillade (1873–1925), diretor de cinema
- Aleksandr Ivanovitch Herzen (1812–1870), escritor
- Gaston Leroux (1868–1927), jornalista
- Emil Jellinek (1853–1918), empresário
- Caroline Otero (1868–1965), dançarina
- Renée Saint-Cyr (1904–2004), atriz
- José Gustavo Guerrero (1857-1958), primeiro presidente do Tribunal Internacional de Justiça
- Alfred Van Cleef, joalheiro

O Cimetière du Château fica na antiga cidadela de Nice. Ainda hoje algumas seções das enormes muralhas da antiga fortaleza são preservadas. A fortaleza, construída no século XVI, já foi uma das fortalezas mais seguras da França. O cemitério é tão popular por sua função e história quanto pelas vistas panorâmicas da cidade.
O cemitério, fundado em 1783, possui 2.800 túmulos, onde estão enterradas algumas das pessoas mais famosas de Nice.

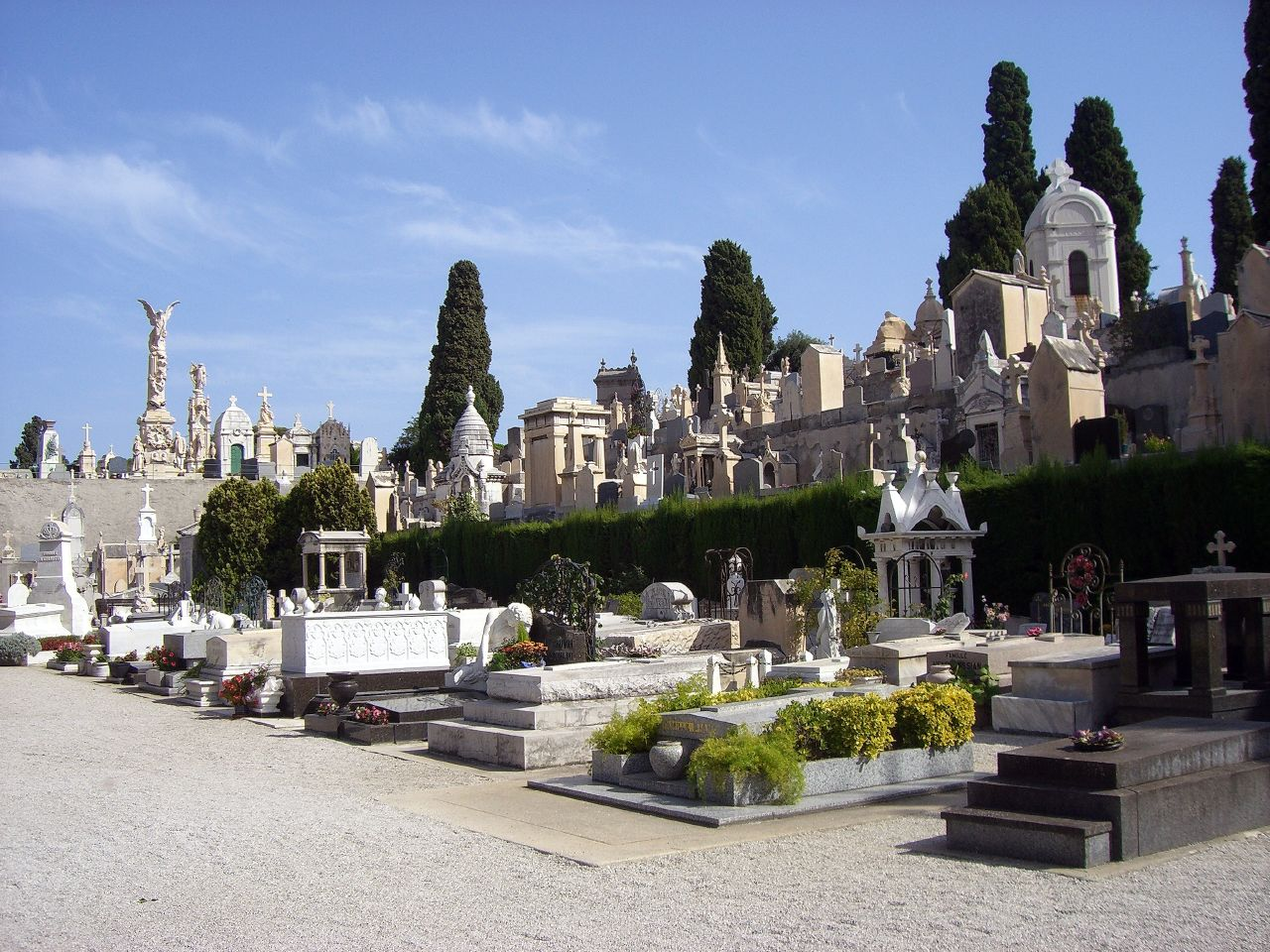
Cimetière du Château, Nice

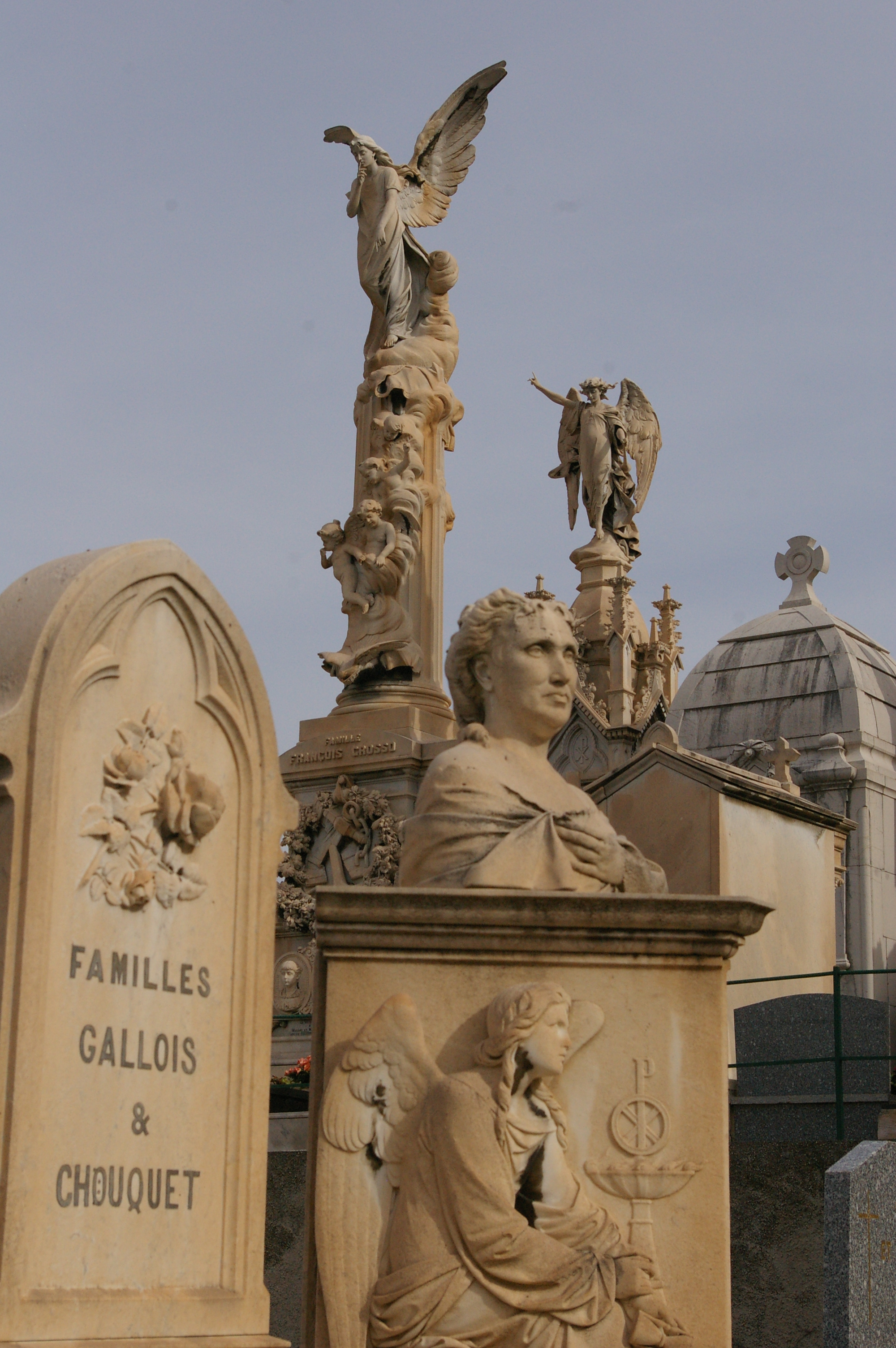
Sepulturas no Cimetière du Château